# Styrzyniec
Styrzyniec – wieś w Polsce położona w województwie lubelskim, w powiecie bialskim, w gminie Biała Podlaska.
| SIMC    | Nazwa                | Rodzaj    |
| ------- | -------------------- | --------- |
| 1019830 | Gaj                  | część wsi |
| 1019970 | Kolonia Styrzyniecka | część wsi |
| 1021317 | Parcela              | część wsi |
| 1021346 | Pod Gajem            | część wsi |
| 1021352 | Podlasiaki           | część wsi |

Wieś jest sołectwem w gminie Biała Podlaska. Według Narodowego Spisu Powszechnego z roku 2011 wieś liczyła 453 mieszkańców.
Wierni Kościoła rzymskokatolickiego należą do parafii Narodzenia Najświętszej Maryi Panny w Białej Podlaskiej.

## Historia
Wieś magnacka położona była w końcu XVIII wieku w hrabstwie bialskim w powiecie brzeskolitewskim województwa brzeskolitewskiego. W latach 1975–1998 miejscowość administracyjnie należała do województwa bialskopodlaskiego.
Kiedy bialska linia Radziwiłłów wygasła, nieruchomości i majątek w Styrzyńcu zostały sprzedane przez komisję Radziwiłłowską, która została ustanowiona przez cara Aleksandra I, a urzędująca w Wilnie. 1 marca 1826 roku od tej komisji majątek Styrzyniec nabyli: Maksymilian Lewicki, Wanda Lewicka Bielska,
Ludwika z Lewickich Gruszecka (żona Władysława Gruszeckiego, członka Rady Stanu Królestwa Polskiego).
Następnie właścicielami majątku w Styrzyńca byli Konstanty Toszewski, po nim Olieksiejuk. W 1882 roku właścicielem staje się Bronisław Gruszecki (zmarł w 1907 roku), po śmierci którego cały jego majątek przechodzi do brata Aleksandra. Po śmierci Aleksandra w 1919 roku majątek przeszedł w ręce jego córki Amelii Ludmiły Wandy Wężykowej. 18 października tego samego roku ona sprzedała cały majątek Józefowi Kuglerowi. 28 czerwca 1926 roku Józef przekazał cały majątek swojemu synowi Ludwikowi Kuglerowi, który został zamordowany w dniu 22 września 1939 roku. 
Po II wojnie światowej nastąpiło przejęcie gruntów majątku przez Urząd Ziemski w Lublinie. Decyzją Urzędu Ziemskiego grunty majątku Styrzyniec zostały podzielone na działki pięciohektarowe i byli rozdzielone ludziom bezrolnym.

## Zabytki
We wsi znajduje się murowany dwór otoczony parkiem z 1889 roku, obecnie użytkowany jako szkoła podstawowa.